# Gossan Kwa Gbeke
 (août 2018).
Si vous disposez d'ouvrages ou d'articles de référence ou si vous connaissez des sites web de qualité traitant du thème abordé ici, merci de compléter l'article en donnant les références utiles à sa vérifiabilité et en les liant à la section « Notes et références ».
Gossan Kwa Gbeke était un chef baoulé en Côte d'Ivoire au XIXe siècle, décédé en 1897. Il est connu dans sa région pour son charisme, son autorité et sa grande sagesse.

## Biographie
Il dirigeait le village de Gbekekro, à qui il donna son nom. Issu de la tribu des Assabous (groupe Akan), il suivit la reine Pokou et sa sœur Akwa Boni dans leur épopée à travers la savane baoulé jusqu'à l'installation définitive de la famille royale baoulé dans la région d'Ouarebo. Pendant son règne, Gossan Kwa Gbeke présida la cérémonie officielle de conclusion du traité de non-agression avec son homologue Samory Touré, ainsi que la médiation des « Touré » de Marabadiassa. À sa mort en 1897, c'est Kouassi Blé qui lui succéda.